# 두류

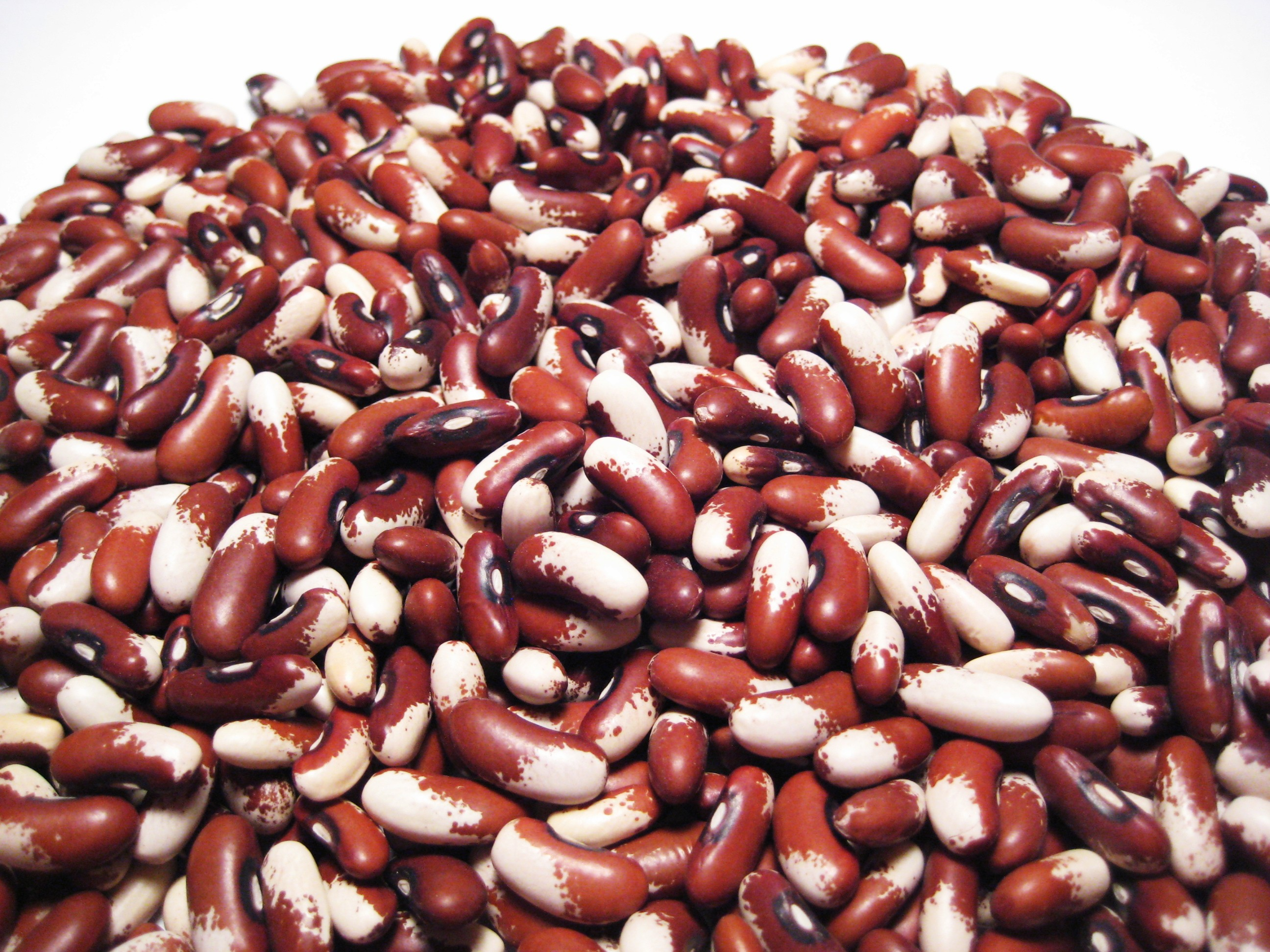

두류(豆類) 또는 두숙류(豆菽類)는 씨를 식용하는 콩과의 식물, 또는 그 씨앗 또는 꼬투리를 일컫는 말이다. 두류를 미국에서는 "legumes", 영국에서는 "pulse"로도 부른다.
흔히 콩(bean)으로도 부르는데, 한국에서 "콩"은 주로 대두(Glycine max)를 뜻하며, 서양어에서 "bean"은 주로 강낭콩(Phaseolus vulgaris)을 뜻한다. 이례적으로 커피콩이나 카카오콩과 같이 콩처럼 생긴 식물의 씨앗도 콩이라고 한다.

## 특징
콩꼬투리의 콩은 호랑이콩의 경우 1-6알, 7-8알도 드물게 나오고, 작두콩의 경우는 14알까지 나올 수 있고, 동부콩의 경우 25알까지 나올 수 있다. 콩의 모양은 떡잎 때문이다.

## 재배종
- 감자콩
- 강낭콩
  - 검정거북콩
  - 리마콩
  - 신장콩
  - 호랑이콩
  - 흰강낭콩
- 날개콩
- 네레콩
- 녹두
  - 황녹두
- 누에콩
- 동부
  - 갓끈동부
  - 장두
- 땅콩
- 렌즈콩
- 리마콩
- 밤바라땅콩
- 병아리콩
  - 벵골콩
- 비둘기콩
- 스위트피
- 완두
  - 백설콩
- 우단콩
- 우라드콩
- 케럽콩
- 콩
  - 검정콩
  - 돌콩
  - 장단콩
- 통카콩
- 팥
  - 검은팥
- 편두
- 풀완두
- 프타이콩
- 홍두

## 영양가
구성성분에 사포닌, 페닐알라닌 등이 함유되어 있는 것으로 알려져 있다.

## 같이 보기
- 훔무스
- 협과
- 콩꼬투리
- 콩깍지